# Stefania Radziwiłł
Stefania Radziwiłłówna (ur. w 1809 w Paryżu, zm. w 1832 w Bad Ems) – dziedziczka ogromnej fortuny radziwiłłowskiej, tzw. schedy wittgensteinowskiej. Była córką Dominika Radziwiłła (1786-1813) XI ordynata na Nieswieżu i IX ordynata na Ołyce i jego drugiej żony Teofilii Morawskiej.

## Sprawy spadkowe Radziwiłłów
Ojciec Stefanii, choć ożeniony z Elżbietą z Mniszchów, podczas ślubu kuzynki Teofilii Morawskiej uciekł razem z nią do swoich posiadłości na Litwie. Zanim obydwa małżeństwa unieważniono, urodził im się syn Aleksander. W 1809 roku Dominik poślubił wreszcie Teofilię i wkrótce potem urodziła się im córka Stefania.
Dramat rodzinny rozegrał się, gdy książę Dominik zginął walcząc po stronie Napoleona. Status jego przedślubnego syna nie był jasny, i np. w Austrii uznano go za sukcesora ojca. W Rosji, gdzie znajdowało się gross majątków rodzinnych Radziwiłłów, na skutek intryg kuzyna Michała Hieronima Radziwiłła, car uznał za ślubne i legalne dziecko jedynie Stefanię, jako urodzoną po ślubie rodziców. Miało to doniosłe znaczenie, gdyż zgodnie z prawem, Stefania nie mogła dziedziczyć ordynacji rodowych Radziwiłłów, ale przysługiwały jej majątki nieordynackie. Wymagało to oddzielenia jednych od drugich, co ze względu na skomplikowaną historię, zadłużenie ordynacji, i spory prawne ciągnęło się latami i zostało ostatecznie zakończone dopiero po jej śmierci.
Po wydzieleniu majątków ordynackich i sprzedaży innych na poczet pokrycia długów po ojcu, scheda Stefanii wyniosła grubo ponad milion hektarów (więcej niż powierzchnia województwa opolskiego w 2020 r.), położonych głównie na Litwie właściwej i Żmudzi, ale także i na terenie Białorusi. Czyniło to ze Stefanii jedną z najbogatszych dziedziczek w ówczesnej Europie.

## Małżeństwo i rodzina
Na skutek nacisków cara, młodą Stefanię wydano w 1828 roku za hrabiego Ludwika von Wittgensteina (1799-1866), carskiego generała, protestanta, urodzonego z Polki. Od jego nazwiska dziedzictwo Stefanii było nazywane tzw. „schedą wittgensteinowską”. Państwo młodzi za rezydencję wybrali sobie litewskie Werki. Jej mąż otrzymał w 1861 roku dziedziczny tytuł książęcy.
Niestety, Stefania zmarła kilka lat po ślubie osierocając dwoje dzieci:
- 1. Piotra von Wittgensteina (1831-1887) bezpotomnego z aktorką Rozalią Leon (1819-1901)
- 2. Marię von Wittgenstein (1829-1897) żonę księcia Chlodwiga zu Hohenlohe-Schillingsfürst (1819-1901), w l. 1894-1900 kanclerza Niemiec

Mąż Stefanii po jej śmierci poślubił znaną z piękności Leonillę z książąt Bariatyńskich (1816-1918), która przeszła na katolicyzm i została zmuszona do opuszczenia Rosji i osiedlenia się w Rzymie. Ich potomkowie stanowili do 1918 roku najwyższą arystokrację rosyjską i niemiecką.

## Losy majątków
Po śmierci Stefanii, „scheda wittgensteinowska” przypadła dwójce jej dzieci. Zarządzana w większości przez Polaków, była źródłem utrzymania dla wielu rodzin ziemiańskich. Jeszcze w latach 80. XIX wieku liczyła grubo ponad milion hektarów. Jej kres nadszedł, gdy car Aleksander III wydał zarządzenie, że osoby z niemieckim obywatelstwem nie będą mogły odziedziczyć majątków w Rosji, chyba że przyjmą obywatelstwo rosyjskie, w przeciwnym razie będą musieli sprzedać swoje majątki. Księżna Hohenlohe, ufna w swoje koneksje, nie zrobiła nic w tym kierunku. W 1891 roku car osobiście zaproponował jej, że zwolni ją z rygorów tego prawa, jeśli odda jednego ze swoich czterech synów do armii carskiej. Według tradycji rodzinnej, księżna odpowiedziała sucho carowi po francusku „pomyślę o tym”, co doprowadziło cara do takiej pasji, że nakazał jej sprzedać wszystkie majątki w ciągu 2 lat. Wyprzedawano je za bezcen, a że w tzw. „guberniach zachodnich’’ nie mogli ich kupować Polacy, oznaczało to, że dostały się one w większości w ręce spekulantów lub Rosjan.